# 5122 Mucha
Az 5122 Mucha (ideiglenes jelöléssel 1989 AZ1) a Naprendszer kisbolygóövében található aszteroida. Antonín Mrkos fedezte fel 1989. január 3-án.